# 明俊富
明俊富（1949年2月—），男，重庆人，中华人民共和国政治人物、外交官。

## 生平
毕业于北京大学。1974年，进入中华人民共和国外交部工作，先后在外交部办公厅、常驻联合国日内瓦办事处代表团任职，后任外交部办公厅参赞。1999年，任外交部办公厅副主任。2000年，任驻德国大使馆参赞。2003年8月，出任中华人民共和国驻米兰总领事。2006年7月，任外交部驻香港特派员公署副特派员。2007年，离任回京。

## 家庭
已婚，有一女。